# Reverend Bizarre

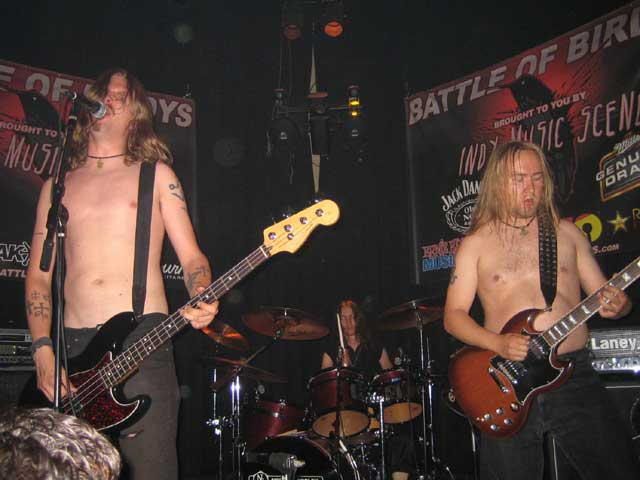
Reverend Bizarre (2005).

Reverend Bizarre var ett doom metal-band från Finland.

## Diskografi
- Slice Of Doom (Demo, 1999)
- In The Rectory Of The Bizarre Reverend (2002)
- Split 7" med Ritual Steel (2003)
- Harbinger Of Metal (CDEP, 2003)
- Split 12" med Orodruin (2004)
- Split 7" med Minotauri (2004)
- Slice Of Doom 1999-2002 Samling (2004)
- Return To The Rectory Bonus CD till In the Rectory re-issue (2004)
- Slave Of Satan (CDS, 2005)
- II: Crush The Insects (2005)
- III: So Long Suckers (2007)

## Medlemmar
- Albert Witchfinder - sång, basgitarr
- Peter Vicar - gitarr
- Earl of Void - trummor, gitarr